# Ammocryptocharax
Ammocryptocharax – rodzaj ryb promieniopłetwych z podrodziny Characidiinae w obrębie rodziny Crenuchidae.

## Zasięg występowania
Rodzaj obejmuje gatunki występujące w słodkich wodach Ameryki Południowej (Kolumbia, Wenezuela, Gujana, Peru, Boliwia i Brazylia).

## Morfologia
Długość ciała do 9 cm.

## Systematyka
Rodzaj zdefiniowali w 1976 roku amerykańscy ichtiolodzy Stanley Howard Weitzman i Robert H. Kanazawa na łamach Proceedings of the Biological Society of Washington. Na gatunek typowy autorzy wyznaczyli (oryginalne oznaczenie) A. elegans.

### Etymologia
Ammocryptocharax: zbitka wyrazowa nazw rodzajów: Ammocrypta Jordan, 1877 oraz Charax Scopoli, 1777.

### Podział systematyczny
Do rodzaju należą następujące gatunki:
- Ammocryptocharax elegans Weitzman & Kanazawa, 1976
- Ammocryptocharax lateralis (Eigenmann, 1909)
- Ammocryptocharax minutus Buckup, 1993
- Ammocryptocharax vintonae (Eigenmann, 1909)